# Maradi
Maradi è la terza città più popolosa del Niger; fa parte del dipartimento di Madarounfa ed è il capoluogo della regione omonima. Si è sviluppata come centro commerciale lungo la rotta carovaniera che conduceva a Kano in Nigeria.

## Amministrazione
Amministrativamente la città è suddivisa in tre comuni urbani:
| Località   | Popolazione (2001) |
| ---------- | ------------------ |
| Maradi I   | 51923              |
| Maradi II  | 46318              |
| Maradi III | 49776              |